# Hoffman (Illinois)
Hoffman – wieś w Stanach Zjednoczonych, w stanie Illinois, w hrabstwie Clinton.